# Appeln

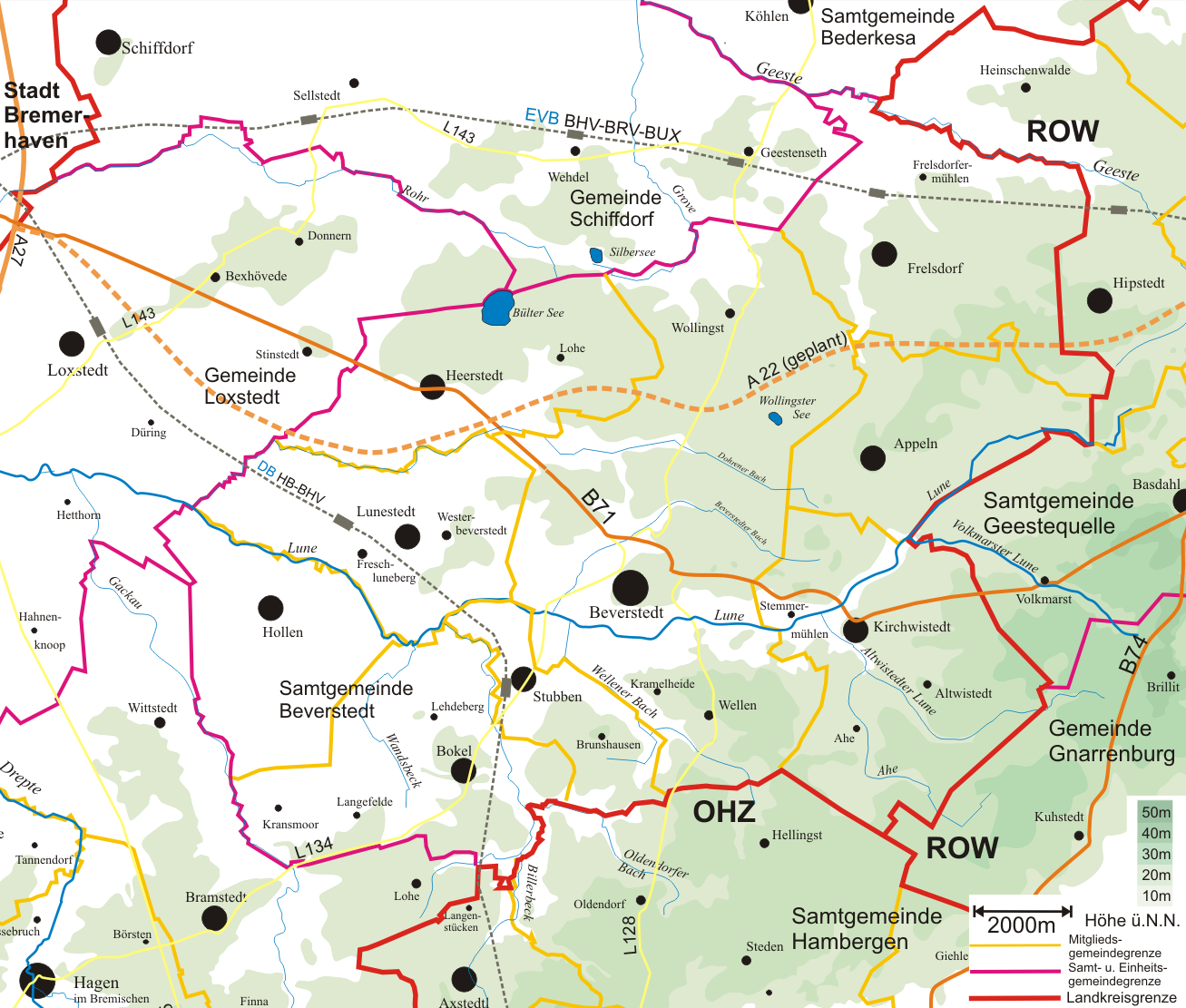
Die Ortschaften in der Einheitsgemeinde Beverstedt

Appeln ist eine Ortschaft in der Einheitsgemeinde Beverstedt im niedersächsischen Landkreis Cuxhaven.

## Geografie

### Lage
Das landwirtschaftlich geprägte Appeln befindet sich im Elbe-Weser-Dreieck im Süden des Landkreises Cuxhaven.

### Ortsgliederung
- Abelhorst
- Appeln (Hauptort)
- Havekesch
- Malse

### Nachbarorte
| Wollingst                                  | Frelsdorf                                   |                                                           |
| Ortschaft Beverstedt – Ortsteil Osterndorf | Kompassrose, die auf Nachbargemeinden zeigt |                                                           |
| Ortschaft Beverstedt                       | Kirchwistedt                                | Basdahl (Samtgemeinde Geestequelle – Landkreis Rotenburg) |

(Quelle:)

## Geschichte
Im Jahre 1035 wurde Appeln erstmals unter dem Namen Appellenn erwähnt. Archäologische Urnenfunde zeigen jedoch, dass der Ort bereits viel früher besiedelt war.
In den 1970er Jahren wurden in Appeln Schmuck, Geräte und Urnen gefunden. Sie stammen aus der vorrömischen Eisenzeit und aus der älteren Bronzezeit.
Bei den Befreiungskriegen quartierten sich 1813/14 Kosaken in Appeln ein und plünderten das Dorf. 1848 erhielt der Ort einen Friedhof und 1837 eine Schule, 1929 ersetzt durch einen Neubau, der heute einen Kindergarten und Jugendraum beherbergt. 1907 entstand eine Molkerei, und es brannte die 1846 errichtete Windmühle ab.
Von 1900 bis 1924 war der Landwirt Nikolaus Tietjen (1873–1924) langjähriger Bürgermeister und von besonderer Bedeutung. Er war von 1919 bis 1924 Abgeordneter und Mitglied der Steuereinschätzungskommission des Kreistags Geestemünde. In den Inflationsjahren 1921–1923 organisierte er Lebensmittellieferungen an die Unterweserstädte für die hungernden Menschen. Ferner war er verantwortlich für und unterzeichnete das in dieser Zeit für die sieben Gemeinden Appeln, Frelsdorf, Frelsdorfermühlen, Meyerhof, Osterndorf, Wehldorf und Wollingst herausgegebene Notgeld, die sog. Söben-Dörper-Schiene (Sieben-Dörfer-Scheine).
Im Juli 1940 kamen belgische Kriegsgefangene nach Appeln. Zum Ende des Krieges wurde Appeln Teil der Hauptkampflinie, wurde jedoch von Kampfhandlungen verschont. Die Anzahl der Ausgebombten und Flüchtlinge betrug zum Ende des Krieges über 300, wovon rund ein Zehntel im Ort blieben.

### Eingemeindung
1971 wurde die Gemeinde Appeln eine der neun Mitgliedsgemeinden der Samtgemeinde Beverstedt.
Am 1. November 2011 wurde die zuvor selbständige Gemeinde Appeln eine Ortschaft in der Einheitsgemeinde Beverstedt.

### Einwohnerentwicklung
| Jahr | Einwohner | Quelle |
| ---- | --------- | ------ |
| 1871 | 233       | [ 7 ]  |
| 1900 | 290       | [ 7 ]  |
| 1910 | 286       | [ 8 ]  |
| 1925 | 382       | [ 9 ]  |
| 1933 | 402       | [ 9 ]  |
| 1939 | 367       | [ 9 ]  |
| 1946 | 621       | [ 10 ] |
| 1950 | 641       | [ 11 ] |
| 1956 | 506       | [ 11 ] |
| 1961 | 474       | [ 12 ] |
| 1970 | 470       | [ 12 ] |

| Jahr | Einwohner | Quelle |
| ---- | --------- | ------ |
| 1973 | 4550      | [ 13 ] |
| 1975 | 421 ¹     | [ 14 ] |
| 1980 | 416 ¹     | [ 15 ] |
| 1985 | 447 ¹     | [ 15 ] |
| 1990 | 439 ¹     | [ 15 ] |
| 1995 | 506 ¹     | [ 15 ] |
| 2000 | 494 ¹     | [ 15 ] |
| 2005 | 487 ¹     | [ 15 ] |
| 2010 | 428 ¹     | [ 15 ] |
| 2016 | 4400      | [ 16 ] |
| 2021 | 4250      | [ 1 ]  |

¹ jeweils zum 31. Dezember
|  |

## Politik

### Gemeinderat und Bürgermeister
Auf kommunaler Ebene wird die Ortschaft Appeln vom Beverstedter Gemeinderat vertreten.

### Ortsvorsteher
Der Ortsvorsteher von Appeln ist Herbert Lührs (CDU). Die Amtszeit läuft von 2021 bis 2026.

### Wappen
Der Entwurf des Kommunalwappens von Appeln stammt von dem Heraldiker und Wappenmaler Gustav Völker, der zahlreiche Wappen im Landkreis Cuxhaven erschaffen hat.
| Wappen von Appeln | Blasonierung: „Schräglinks geteilt, oben in Silber ein grüner Apfel mit grünem Stiel und zwei grünen Blättern, unten in Rot eine schräglinks gestellte goldene Kornähre.“ |
| Wappen von Appeln | Wappenbegründung: Der Apfel weist auf die Deutung des Ortsnamens als Apfelhain hin, die Kornähre auf den Ackerbau als Haupterwerbszweig.                                  |

## Kultur und Sehenswürdigkeiten

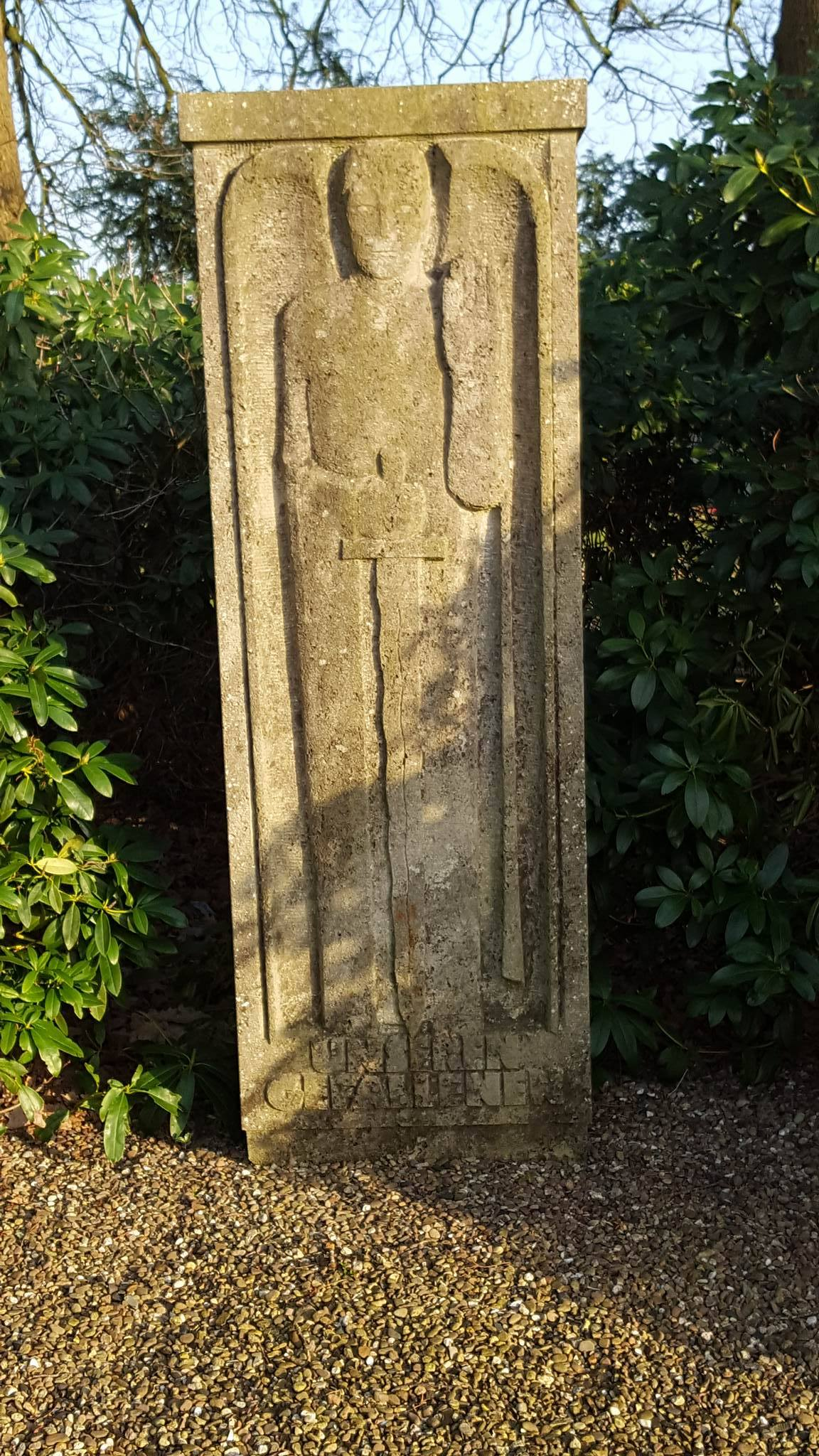
Kriegerdenkmal auf dem Appelner Friedhof zum Gedenken der in den Weltkriegen gefallenen Soldaten

### Bauwerke
Kriegerdenkmal
Zum Gedächtnis der gefallenen Soldaten des Ersten und Zweiten Weltkrieges wurde 1956 ein Ehrendenkmal auf dem Appelner Friedhof errichtet. Es wurde von dem Bildhauer Ulrich Conrad aus Worpswede geschaffen. Auf der Front des Denkmals ist ein Engel zu sehen, der ein Schwert in der Hand hält (mit der Spitze nach unten) und die linke Hand hebt. An den Seitenflächen des Denkmals sind die Namen der Vermissten und Gefallenen beider Weltkriege eingemeißelt. Auf der Rückseite ist der Vers „Es kommt die Stunde, in welcher alle, die in den Gräbern sind, werden seine Stimme hören; und werden hervorgehen, die da Gutes getan haben, zur Auferstehung des Lebens.“ (Joh.; 5. V; 28 und 29) zu lesen.

## Wirtschaft und Infrastruktur

### Öffentliche Einrichtungen und Vereine
- Kindertagesstätte
- Freiwillige Feuerwehr mit Jugendfeuerwehr
- Natur- und Umweltschutzverein Frelsdorf und Appeln
- Tennisverein Appeln
- Turn- und Sportverein Appeln[20]

### Verkehr
Appeln liegt östlich der Kreisstraße 41 zwischen Beverstedt und Frelsdorf. Über Gemeindeverbindungswege ist der Ort auch mit Kirchwistedt und Wollingst verbunden. Für den ÖPNV ist ein Anruf-Sammeltaxi-System (AST) eingerichtet worden. Das AST verkehrt an allen Tagen der Woche (auch Schulferien).

## Persönlichkeiten

### Söhne und Töchter des Ortes
- Maria Dehn-Misselhorn (1908–1980), Kunstmalerin und Graphikerin

### Personen, die mit dem Ort in Verbindung stehen
- Nikolaus Tietjen (1873–1924 in Appeln), Landwirt und Bürgermeister von Appeln
- Fritz Dehn (1906–1979 in Appeln), Kunstmaler[21][22]

## Sagen und Legenden
- Bestrafte Untreue
- Warum auf dem Dorsfelde bei Appeln Reit wächst
- Der Bruderstreit

(Quelle:)